# 雨上がり食楽部
『雨上がり食楽部』（あめあがりくらぶ）は、関西テレビで2010年4月17日から2017年3月25日まで放送された関西ローカルの料理トークバラエティ番組で、雨上がり決死隊の冠番組でもあった。放送時間は毎週土曜日の18:30 - 19:00（JST）。関西電力の一社提供番組。

## 番組概要
12年半続いた『トミーズのはらぺこ亭』→『トミーズのはらぺこキッチン 極』に代わる関西テレビの料理トーク番組の新企画で、メイン司会には吉本興業の中堅お笑いコンビとして活躍する雨上がり決死隊が起用された。
雨上がり決死隊が住む「雨上がりハウス」へ芸能人をゲストに迎えてホームパーティを行うという設定になっており、ゲストにまつわる料理を堪能するほか、ゲストの薦める飲食店の紹介やゲストにまつわるエピソードトークなど、『はらぺこ亭』時代からのコンセプトを踏襲する。第1回のゲストは、女優の黒木瞳であった。
『はらぺこキッチン 極』までは関西テレビ本社スタジオで収録されていたが、当番組は当初関西テレビが東京メディアシティ内に所有するレモンスタジオで収録されていた。これは、雨上がり決死隊が活動拠点を東京にしているためである。後に雨上がり決死隊が出演する在阪他局の番組の増加に合わせて、本番組も原則大阪本社のスタジオで収録されることとなった。
地上アナログ放送では、番組開始当初から画角16:9のレターボックス放送で放送されている。
2013年7月6日放送分から内容がリニューアルされ、上記のコーナーに以下の名称が設けられた。
- 本日認定! 雨上がり食楽部 美食委員会
- ためなるレシピ
- 今日のもうひと品
- 我が家の食卓

## 出演者
- 雨上がり決死隊（宮迫博之、蛍原徹）
- 宇都宮まき（吉本新喜劇）

### ナレーション
- 村西利恵（関西テレビアナウンサー）※「一分一小鉢」のコーナーも担当
- 菱田盛之

## スタッフ
- 構成：根宜利彰、佐久間貴司、鈴木一史（鈴木→以前はリサーチを担当）
- ブレーン：船井香緒里
- リサーチ：村上慶太、上野大輔
- TD・SW：鈴木智雄（カンテレ）
- CAM：藤松智哉、横山和明（カンテレ）
- LD：原口祥明、徳永勤
- MIX：大貫修平
- EED：塩見淳
- MA：田口雅敏
- 美術：すくらんぶる
- デザイン：嶋田良一
- CG：菊田孝徳
- メイク：ビーム
- 宣伝：前田彩佳（カンテレ）
- スタイリスト：Franc.、&masse
- 協力：ウエストワン、大阪共立、ワイズトラスト、戯音工房、一光
- ディレクター：有本匡徳、高岸丈朗、森脇芳史（CREA5）、後藤ちあき（よしもとビジョン→よしもとBE）、堀江拓真（メディアプルポ）、藤光佳考、對馬久織
- 演出・プロデューサー：西原久進（メディアプルポ）
- プロデューサー：中村道郎（カンテレ）、富永衣里子（よしもとクリエイティブ・エージェンシー）
- 制作協力：吉本興業、メディアプルポ
- 制作著作：関西テレビ

### 過去のスタッフ
- 編成担当プロデューサー：金谷卓也・南知宏・野村亙（共にカンテレ）
- プロデューサー：白仁田佳恵・田井中皓介・梁桃子・坂口大輔（共によしもとクリエイティブ・エージェンシー）、松本浩（メディアプルポ→ビーダッシュ）、横山勇人（メディアプルポ）
- ディレクター：石田耕平、茂野悠介・太田隼人・松尾佳典（共にメディアプルポ）
- TD・SW：日浅宏一・菊池幸雄・西村武純（共にカンテレ）
- CAM：芳山貴勇・石田武司（共にカンテレ）
- LD：金子宗央（カンテレ）
- MIX：筒井亨・水川賢一（共にカンテレ）
- EED：仁部貴史
- スタジオ：金子康貴
- 美術プロデュース：岡崎忠司（カンテレ）
- 美術制作：池田和彦（カンテレ）、内藤佳奈子
- 美術進行：今井隆之
- 大道具制作：前田かなこ
- 大道具操作：杉山龍男
- 小道具：中山大吾
- メイク：吉田美和
- 造園：後藤健
- 電飾：中尾学
- アクリル装飾：佐藤則雄
- イラスト：内田敏雄
- 協力：共同テレビジョン、ロケット、イングス、フジアール、京都調理師専門学校 大和学園
- 収録スタジオ：レモンスタジオ
- 宣伝：和田由美・長谷川由紀（共にカンテレ）

## ネット局
| 放送対象地域   | 放送局             | 系列                                         | 放送日時                     | ネット状況 | 備考   |
| -------------- | ------------------ | -------------------------------------------- | ---------------------------- | ---------- | ------ |
| 近畿広域圏     | 関西テレビ         | フジテレビ系列                               | 土曜 18:30 - 19:00           | 制作局     | 制作局 |
| 長野県         | 長野放送           | フジテレビ系列                               | 木曜 14:50 - 15:20           | 遅れネット |        |
| 富山県         | 富山テレビ         | フジテレビ系列                               | 土曜 16:55 - 17:25           | 遅れネット |        |
| 高知県         | 高知さんさんテレビ | フジテレビ系列                               | 木曜 16:20 - 16:50           | 遅れネット | [ 2 ]  |
| 福岡県         | テレビ西日本       | フジテレビ系列                               | 木曜 1:55 - 2:25（水曜深夜） | 遅れネット | [ 3 ]  |
| 佐賀県         | サガテレビ         | フジテレビ系列                               | 木曜 0:55 - 1:55（水曜深夜） | 遅れネット | [ 4 ]  |
| 長崎県         | テレビ長崎         | フジテレビ系列                               | 土曜 17:00 - 17:30           | 遅れネット | [ 5 ]  |
| 鹿児島県       | 鹿児島テレビ       | フジテレビ系列                               | 水曜 15:30 - 16:00           | 遅れネット | [ 6 ]  |
| 三重県         | 三重テレビ         | 独立協                                       | 木曜 15:00 - 15:30           | 遅れネット |        |
| 東京都         | TOKYO MX           | 独立協                                       | 水曜 9:30 - 10:00            | 遅れネット |        |
| 秋田県         | 秋田テレビ         | フジテレビ系列                               | 不定期放送                   | 遅れネット | [ 8 ]  |
| 石川県         | 石川テレビ         | フジテレビ系列                               | 不定期放送                   | 遅れネット | [ 9 ]  |
| 島根県・鳥取県 | 山陰中央テレビ     | フジテレビ系列                               | 不定期放送                   | 遅れネット | [ 8 ]  |
| 熊本県         | テレビ熊本         | フジテレビ系列                               | 不定期放送                   | 遅れネット |        |
| 宮崎県         | テレビ宮崎         | フジテレビ系列 日本テレビ系列 テレビ朝日系列 | 不定期放送                   | 遅れネット |        |
| 山梨県         | テレビ山梨         | TBS系列                                      | 不定期放送                   | 遅れネット |        |

- フジテレビ（CX）では、2012年1月28日（土曜日）11:10 - 11:40に『チャンネルΣ』枠で単発放送された。

### 過去のネット局
- 北海道・北海道文化放送（UHB）：金曜 14:30 - 15:00に放送していたが、2010年頃に打ち切り。
- 岐阜県・岐阜放送：2011年4月から9月まで木曜 0:15 - 0:45（水曜深夜）にて放送。2012年10月より12月まで水曜 0:00 - 0:30（火曜深夜）で再開したが、2013年1月に同枠がアニメ枠となる関係で一時休止、同年4月より水曜 1:00 - 1:30（火曜深夜）で再開したが、6月で打ち切り。
- 広島県・テレビ新広島（TSS）：2012年4月12日から月曜 15:30 - 16:00にて放送していたが2013年9月で打ち切り。
- 新潟県・新潟総合テレビ（NST）：水曜 15:00 - 15:31に放送していたが、2015年3月で打ち切り。
- 山形県・さくらんぼテレビ（SAY）：土曜 11:00 - 11:30に放送していたが、2015年9月で打ち切り。